# Steiria
Steiria là một chi bướm đêm thuộc họ Noctuidae.